# Inländer
Als Inländer werden  je nach Kontext natürliche Personen, juristische Personen oder auch Wirtschaftseinheiten bezeichnet, die bestimmte Zugehörigkeitskriterien in Bezug auf ein Territorium erfüllen. Ein Kriterium ist dabei stets eine gewisse, kontextabhängige, örtliche Zugehörigkeit.

## Inländer in den Volkswirtschaftlichen Gesamtrechnungen
Im Kontext der Volkswirtschaftlichen Gesamtrechnungen wird das Wort Inländer wie auch das Wort Gebietsansässiger abkürzend für den im System of National Accounts – SNA 2008 definierten Begriff resident institutional unit benutzt, der im Europäischen System Volkswirtschaftlicher Gesamtrechnungen – ESVG 2010 mit gebietsansässige institutionelle Einheit übersetzt wird.
Diese Verwendung wird durch die folgenden Beschreibungen des Bruttonationaleinkommens deutlich.
Während es im SNA 2008 heißt

„Thus GNI [gross national income] is the sum of gross primary incomes receivable by resident institutional units or sectors.“

„Somit ist das BNE [Bruttonationaleinkommen] die Summe der Bruttoprimäreinkommen, die von gebietsansässigen institutionellen Einheiten oder Sektoren bezogen werden.“

schreibt das Statistische Bundesamt:

„Das Bruttoinlandsprodukt bezieht sich auf wirtschaftliche Vorgänge im Wirtschaftsgebiet und misst die wirtschaftliche Leistung im Inland. Dagegen stellt das Bruttonationaleinkommen eine Größe dar, die die wirtschaftliche Leistung der Inländer erfasst. Als Inländer gelten in diesem Zusammenhang alle Gebietsansässigen eines Wirtschaftsgebietes unabhängig von der Staatsangehörigkeit und der Rechtsform.“

Betrachtete Wirtschaftsgebiete müssen hierbei keine Länder sein. So wird auch das Bruttoinlandsprodukt europäischer Regionen ausgewiesen.
Laut ESVG 2010 sind hierbei institutionelle Einheiten „wirtschaftliche Einheiten, die Eigentümer von Waren und Vermögenswerten sein können und eigenständig Verbindlichkeiten eingehen, wirtschaftliche Tätigkeiten ausüben und Transaktionen mit anderen Einheiten vornehmen können“. Hierzu zählen insbesondere natürliche Personen, juristische Personen (des privaten und des öffentlichen Rechts) und Personengesellschaften.
Im Sinne der oben angegebenen Verwendung der Worte Inland und Inländer wird auch gesagt, das Bruttoinlandsprodukt basiere auf dem Inlandsprinzip, während das Bruttonationaleinkommen auf dem Inländerprinzip beruhe.
Wirtschaftliche Einheiten, die nicht gebietsansässig sind, werden auf Englisch non-resident units und auf Deutsch gebietsfremde Einheiten genannt. Gebietsfremde Einheiten werden vom Statistischen Bundesamt auch Gebietsfremde genannt, hierfür wird auch das Adjektiv „ausländisch“, seltener das Substantiv „Ausländer“ benutzt. Die Zusammenfassung der gebietsfremden institutionellen Einheiten wird übrige Welt genannt.

## Inländer im Außenwirtschaftsrecht
Im deutschen Außenwirtschaftsrecht sind Inländer entsprechend der Begriffsbestimmungen in § 2 Abs. 15 AWG

- natürliche Personen mit Wohnsitz oder gewöhnlichem Aufenthalt im Inland,
- juristische Personen und Personengesellschaften mit Sitz oder Ort der Leitung im Inland,
- Zweigniederlassungen ausländischer juristischer Personen oder Personengesellschaften, wenn die Zweigniederlassungen ihre Leitung im Inland haben und es für sie eine gesonderte Buchführung gibt,
- und Betriebsstätten ausländischer juristischer Personen oder Personengesellschaften im Inland, wenn die Betriebsstätten ihre Verwaltung im Inland haben.

Ausländer sind entsprechend der Begriffsbestimmungen (natürliche und juristische) „Personen und Personengesellschaften, die keine Inländer sind“.
Bis 2013 wurde anstelle des Begriffs des Inländers der Begriff des Gebietsansässigen und anstelle des Begriffs des Ausländers der Begriff des Gebietsfremden benutzt, wobei hier allerdings anstelle des Inlands das sogenannte Wirtschaftsgebiet zugrunde gelegt wurde, das aus der Bundesrepublik Deutschland und den österreichischen Gebieten Jungholz und Mittelberg bestand (§4 Abs. 1 AWG in der Fassung von 2009).

## Inländer im Erbschaft- und Schenkungssteuerrecht
Das deutsche Erbschaftssteuer- und Schenkungssteuergesetz definiert den Begriff des Inländers in § 2 Abs. 1 ErbStG. Als Inländer gelten hiernach insbesondere „natürliche Personen, die im Inland einen Wohnsitz oder ihren gewöhnlichen Aufenthalt haben, deutsche Staatsangehörige, die sich nicht länger als fünf Jahre dauernd im Ausland aufgehalten haben, ohne im Inland einen Wohnsitz zu haben“, sowie „Körperschaften, Personenvereinigungen und Vermögensmassen, die ihre Geschäftsleitung oder ihren Sitz im Inland haben“. Inländer unterliegen dabei der unbeschränkten Steuerpflicht.

## Das Wort „Inländer“ in der deutschen Sprache
Das Wort „Inländer“ ist ein selten gebrauchtes Wort der deutschen Sprache; es wird in der geschriebenen Sprache etwa 100 mal seltener benutzt wird als das Wort „Ausländer“. Das Wort ist schon für das 15. Jahrhundert belegt, für juristische Texte ab dem 16. Jahrhundert.